# آ.اس.پ.
مجتمع مسکونی کوی نوبنیاد ونک (موسوم به برج‌های آ.اس.پ یا ساختمان‌های آ.س.پ) یکی از بزرگ‌ترین و قدیمی‌ترین مجتمع‌های مسکونی تهران است؛ که از سه برج ۲۳ طبقه (برج‌های A-S-P) تشکیل شده‌است. این سه برج از جمله ساختمان‌های بلندی هستند که در اوایل دهه ۱۳۵۰ به دنبال برنامه‌های «مدرنیزاسیون پایتخت» به همراه چند برج دیگر بنا شدند.

## مشخصات
ساخت این مجتمع در زمینی به مساحت پنجاه و دو هزار متر مربع و ظرف مدت ۷۲ ماه پایان پذیرفت و با صرف هزینه ۲۰۰۰ میلیون ریال، افزون بر فضای مسکونی به متراژ یکصد و چهار هزار مترمربع، امکاناتی همچون: ۸۰۰۰ متر مربع مجتمع تجاری، مشاعاتی در ۱۸۵۰۰ متر مربع شامل استخر، سالن همایش و اجتماعات، زمین اسکیت، سالن ورزشی و مهد کودک و ۱۱۰۰۰ مترمربع محوطه‌سازی برای ساکنان فراهم گردید.
این مجموعه دارای ۲۵۰ واحد آپارتمانی، ۱۲۰ واحد آپارتمان ویلایی و ۱۴۰ واحد تجاری و ۵۷۰ واحد انباری و پارکینگ است و از سه برج تشکیل گردیده که برای دسترسی به طبقات هر برج ۴ آسانسور پیش‌بینی شده‌است.

## موقعیت جغرافیایی

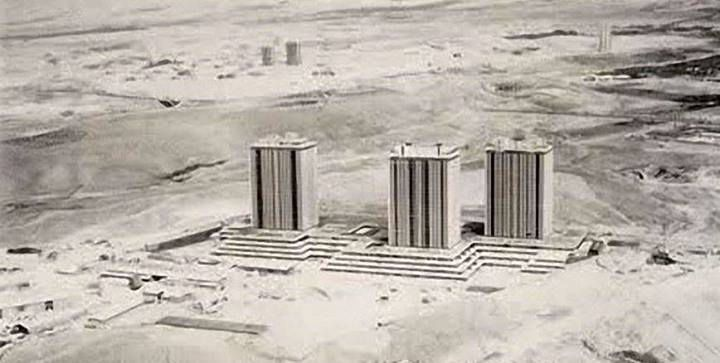
در حال ساخت (۱۳۴۸)

مجتمع مسکونی کوی نوبنیاد ونک در منطقه ۶ شهرداری تهران؛ ضلع شمالی برج بین‌المللی تهران و بزرگراه حکیم؛ ضلع غربی بزرگراه کردستان؛ ضلع شرقی بلوار آزادگان؛ ضلع جنوبی خیابان ایران‌شناسی؛ شمال غربی محله یوسف‌آباد؛ جنوب محله شیراز؛ جنوب شرقی شهرک والفجر بنا شده‌است.

## مشاهیر ساکن در مجتمع مسکونی آ.اس.پ
از جمله مشاهیری که در این مجتمع آپارتمان داشته‌اند می‌توان به فاطمه پهلوی، محمد هاشمی رفسنجانی و یحیی صادق وزیری اشاره نمود.

## پروژه‌های شرکت آ.س.پ(سهامی عام)
به نقل از وب‌گاه انجمن شرکت‌های ساختمانی فهرست پروژه‌های ساخته‌شده شرکت آ.س.پ (سهامی عام) به شرح زیر است:
| پروژه                                      | کارفرما                           |
| ------------------------------------------ | --------------------------------- |
| کوی نوبنیاد ونک                            | شرکت آ.س.پ                        |
| ساختمان مرکزی بانک صادرات ایران (برج سپهر) | بانک صادرات ایران                 |
| مجموعه اقامتی و ورزشی شمشک                 | شرکت آ.س.پ                        |
| هتل بزرگ فردوسی                            | آقای پورعزیز                      |
| باشگاه بانک صادرات ایران                   | بانک صادرات ایران                 |
| مجموعه مخابراتی انقلاب اسلامی              | شرکت مخابرات ایران                |
| مجموعه مسکونی آبیوردی شیراز                | وزارت مسکن و شهرسازی              |
| اداره مرکزی روابط عمومی شهرداری تهران      | شهرداری تهران                     |
| پارکینگ زیرزمینی شهرداری مرکز              | سازمان مهندسی و عمران شهر تهران   |
| بازار ابزار تهران                          | بانک صادرات ایران                 |
| مجموعه اداری و تجاری قلهک                  | شرکت آ.س.پ                        |
| ساختمان مرکزی بانک صادرات کرج              | بانک صادرات ایران                 |
| ساختمان تجاری و آمفی تئاتر                 | وزارت نیرو                        |
| مجموعه آزمایشگاهی شیمی و مکانیک            | وزارت نیرو                        |
| مرکز تحقیقات نیرو                          | وزارت نیرو                        |
| ساختمان ساکرس                              | وزارت نیرو                        |
| مجموعه فرهنگی و ورزشی حسین آباد            | بانک صادرات ایران                 |
| پارک نظامی گنجوی                           | سازمان مهندسی و عمران شهر تهران   |
| ساختمان بانک رفاه کارگران                  | شرکت ایران سازه                   |
| مجموعه تجاری امیرکبیر                      | مدرسه عالی شهید مطهری             |
| ساختمان مرکزی بانک صادرات قم               | بانک صادرات ایران                 |
| ساختمان گروه ریاضی دانشگاه شاهد            | دانشگاه شاهد                      |
| موتورخانه و تأسیسات زیربنایی دانشگاه شاهد  | دانشگاه شاهد                      |
| مجموعه تجاری و نمایشگاهی نخل زرین قشم      | شرکت بازسازی قشم                  |
| مجموعه اداری صدف سمنان                     | بانک صادرات ایران                 |
| گودبرداری و اجرای سازه نگهبان برج بهشهر    | شرکت توسعه صنایع بهشهر            |
| ساختمان مرکزی بانک صادرات استان گیلان      | بانک صادرات ایران                 |
| مجموعه مسکونی برج بین‌المللی تهران          | شرکت بین‌المللی توسعه صنعت ساختمان |